# Михаил (Бондарчук)
Архиепи́скоп Михаи́л (укр. Архієпископ Михаїл, в миру И́горь Петро́вич Бондарчу́к укр. Ігор Петрович Бондарчук; род. 22 июля 1968, Киев, Украинская ССР) — епископ Православной церкви Украины (с 2019).
Ранее — епископ Украинской православной церкви Киевского патриархата, архиепископ Винницкий и Брацлавский (с 2013).

## Биография
Родился 22 июля 1968 года в Киеве в семье военнослужащего. С 1975 года обучался в средней школе, после чего в 1983 году поступил в СПТУ № 1.
С 1986 по 1988 год проходил службу в рядах Советской армии.
С 1989 года учился в СПТУ № 30 и работал на заводе «Кристалл» в качестве бригадира.
В 1997 году поступил в Киевскую духовную семинарию УПЦ КП, где 12 февраля 1998 года епископом Вышгородским Даниилом (Чокалюком) в храме святого апостола Иоанна Богослова в Киеве был рукоположен в сан диакона.
10 июля 1998 года в храме Святого Апостола Иоанна Богослова был пострижен в монахи с именем Михаил (в честь Архистратига Божия Михаила) и был зачислен в братию Свято-Михайловского Златоверхого монастыря и назначен на должность казначея.
28 июля 1998 года во Владимирском кафедральном соборе Киева патриархом Филаретом (Денисенко) был рукоположен в сан иеромонаха.
21 ноября 2000 года был возведён в достоинство игумена.
В 2001 году поступил в Киевскую духовную академию УПЦ КП, которую окончил в 2004 году, защитив кандидатскую диссертацию. 2 мая 2002 года был возведён в достоинство архимандрита.

### Епископское служение
1 января 2006 года во Владимирском кафедральном соборе Киева был рукоположен во епископа Полтавского и Кременчугского, но отказался управлять Полтавской епархией. В этой связи, решением Священного Синода УПЦ КП от 26 февраля 2006 года, он был отстранён от управления епархией и почислен за штат.
Перешёл в состав Украинской автокефальной православной церкви, а на совместном заседании Архиерейского Собора и Патриаршего Совета УАПЦ, состоявшемся 15—16 августа 2006 года, был включён в состав УАПЦ и назначен епископом Фастовским, викарием Киевской епархии. Решением Архиерейского Собора УАПЦ от 16 июля 2010 года был назначен председателем новообразованного Информационно-издательского совета УАПЦ.
27 июля 2011 года решением Священного синода УПЦ КП вновь принят в клир Украинской православной церкви Киевского патриархата и назначен епископом Дубенским, викарием Ровенской епархии.
25 января 2012 года, решением Священного Синода УПЦ КП (журнал № 5 от 23 января 2012 года), освобождён от временного управления Ровенской епархией и назначен епископом Дрогобычским и Самборским.
8 марта 2013 года, решением Священного Синода УПЦ КП (журнал № 16) назначен епископом Винницким и Брацлавским.
13 мая 2016 года, указом патриарха Филарета (Денисенко) возведён в сан архиепископа.

## Награды
светские
- Орден «За заслуги» III степени (23 июля 2008 года, награждён президентом Украины В. А. Ющенко)

церковные
- Патриаршая грамота (29 июня 2002 года, «за заслуги перед УПЦ КП и в честь 10 годовщины объединительного собора»).
- Орден Святого Архистратига Михаила (23 января 2004 года)
- Орден Святого Равноапостольного князя Владимира III степени (23 января 2012, «за церковные заслуги перед Украинской православной церковью Киевского патриархата»).